# Spinale zenuw

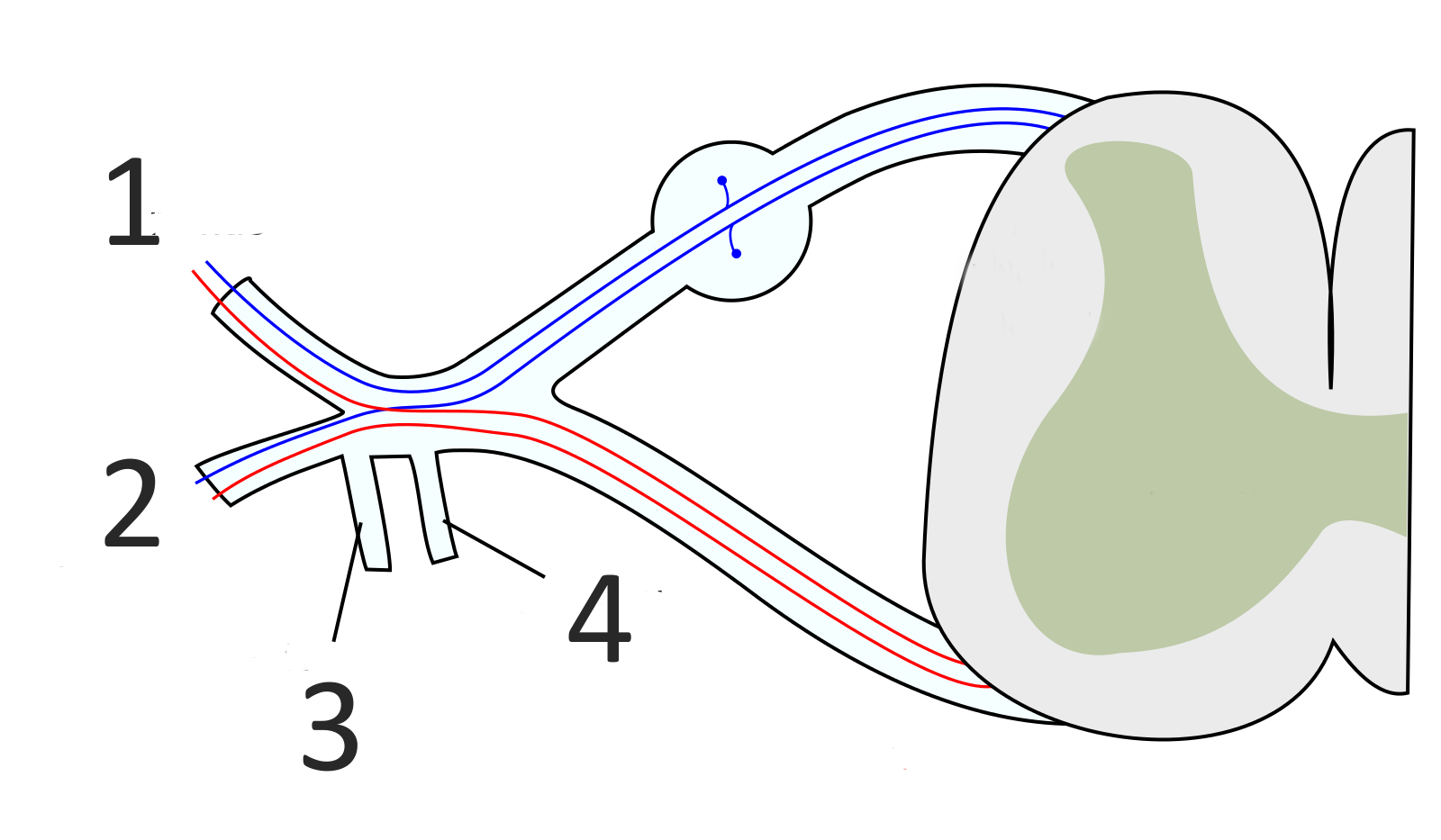
grijze stof
witte stof
zenuw uit de achterwortel
zenuw uit de voorwortel 1 dorsale tak
2 ventrale tak
3 witte tak
4 grijze tak

Spinale zenuwen of ruggenmergzenuwen zijn zenuwen die in het coronale vlak in twee tegengestelde richtingen uit het ruggenmerg komen, naar de linker- en naar de rechterkant van het lichaam. Zij komen over de hele lengte van de wervelkolom tussen twee opvolgende wervels naar buiten. De mens telt 31 paar spinale zenuwen: acht paar cervicaal, twaalf paar thoracaal, vijf paar lumbaal, vijf paar sacraal en een paar nervi coccygeus.
Iedere spinale zenuw is uit axonen opgebouwd, die van de achterwortel of van de voorwortel komen. Hun naam is een referentie naar hun positie binnen het ruggenmerg. De achterwortel is een sensorische zenuwcel die sensorische impulsen naar de hersenen brengt. De voorwortel daarentegen draagt impulsen van de hersenen naar de spieren in de rest van het lichaam. De zenuwen uit de achter- en voorwortel geven dus in tegengestelde richting een signaal door, maar komen in het ganglion spinale samen en verdelen zich daarna over het lichaam. 

Doorsnede van halswervel
grijze stof
1 voorhoorn
2 achterhoorn
3 commisura grisea
witte stof
4 voorstreng
5 zijstreng
6 achterstrengen
7 commisura alba anterior
8 fissura mediana anterior
9 sulcis medianus posterior
10 centraal kanaal
spinale zenuwen
11 voorste wortel
12 achterste wortel
13 ganglion spinale